# Piskivka
Piskivka (ukrainien : Пісківка, russe : Песковка) est une commune urbaine de l'oblast de Kiev, en Ukraine. Elle compte 6 773 habitants en 2021.